# Nanhermannia parallela
Nanhermannia parallela är en kvalsterart som beskrevs av Aoki 1961. Nanhermannia parallela ingår i släktet Nanhermannia och familjen Nanhermanniidae. Inga underarter finns listade i Catalogue of Life.